# Ilsinho
Ilson Pereira Dias Júnior známý zkráceně jako Ilsinho (* 12. října 1985, São Bernardo do Campo, Brazílie) je brazilský fotbalový záložník, který je v současné době bez angažmá.

## Klubová kariéra
Nejúspěšnější období zažil v ukrajinském velkoklubu FK Šachtar Doněck, se kterým vyhrál celou řadu domácích titulů a také Pohár UEFA 2008/09.

## Reprezentační kariéra
Ilsinho se představil v dresu brazilské reprezentace do 23 let na Letních olympijských hrách v Pekingu, kde Brazílie získala bronzové medaile.
V A-mužstvu Brazílie debutoval 27. 3. 2007 v přátelském utkání ve švédském Stockholmu proti Ghaně (výhra 1:0).